# See You Next Tuesday (groupe)
Pour les articles homonymes, voir See You Next Tuesday.
See You Next Tuesday est un groupe de deathcore américain, originaire de Bay City, dans le Michigan. Ils sont actuellement signés au label Ferret Records, un label indépendant situé à New Brunswick, dans le New Jersey. Le groupe compte deux albums studio albums chez Ferret avant sa séparation en 2009 à cause de divergences personnelles et problèmes financiers. Le 22 mai 2015, ils annoncent leur participation au Don't Call It A Fest II le 12 septembre 2015. À la suite de cette performance, le groupe annonce son retour officiel.

## Biographie
Le groupe est formé en février 2004 à Bay City, dans l'État du Michigan. À l'origine, le groupe était pour ses membres un passe-temps, mais quand ils se sont aperçus que leurs performances en lives étaient plutôt réussies, ils ont commencé à se prendre au sérieux. Le nom vient de la phrase C U Next Tuesday Cunt ou « con ». Quand la comédie de Francis Veber, Le Dîner de cons a été traduit en anglais le titre de la pièce était See You Next Tuesday.
See You Next Tuesday publie son premier véritable album studio, Parasite, le 3 avril 2007 au label Ferret Records,. Le groupe entame ensuite une grande tournée aux États-Unis et au Canada, avec de nombreux groupes, comme Coalesce, Daughters, August Burns Red, Chasing Victory, From a Second Story Window, The Number Twelve Looks Like You, Job for a Cowboy, Suicide Silence, Winds of Plague, Despised Icon, Psyopus, The Acacia Strain, et Daath.
Concernant le départ du chanteur Brandon « Bear » Schroder, l'ancien bassiste Travis Martin explique qu'il est parti à cause de problèmes de santé : « Bear est parti pour plusieurs raisons, la première étant sa santé. À notre dernière tournée, il se plaignait de douleurs à la poitrine, et à la fin de la tournée il était vraiment essoufflé. Il a été à l'hôpital où le docteur lui a dit que ses poumons ne fonctionnaient pas à pleine capacité. Sa seule option pour guérir c'était d'arrêter de hurler. »
En 2008, See You Next Tuesday publie son deuxième album, Intervals, qui atteint la 46e place des Billboard Heatseekers. Sur le profil MySpace de See You Next Tuesday, ils expliquent qu'Intervals « serait leur premier album » de death metal. Le groupe annoncera une pause à durée indéterminée en août 2009. En 2011, les membres annoncent vouloir continuer au sein de See You Next Tuesday.
Le 22 mai 2015, le groupe annonce sa réunion pour le Don't Call It A Fest II du 12 septembre 2015. Une semaine après leur performance, ils officialisent leur retour.

## Membres

### Membres actuels
- Drew Slavik − guitare (2004–2009, depuis 2015)
- Andy Dalton - batterie (2004–2009, depuis 2015)
- Chris Fox - chant (2007–2009, depuis 2015)
- Josh « Kooter » Krueger − basse (2008–2009, depuis 2015)

### Anciens membres
- Brandon « Bear » Schroder − chant (2004–2007)
- Rick Woods − basse (2005–2006)
- Adam Karpinski − guitare (2004)
- Adam Payne − basse (2004–2005)
- Travis Martin − basse (2006–2008)

## Discographie
- 2005 : This Was a Tragedy (EP)
- 2006 : Summer Sampler (EP)
- 2007 : Parasite
- 2008 : Intervals
- 2023 : Distractions